# Kimhe
Kimhe či Kimhä (korejsky 김해) je jihokorejské město. Nachází se v jihovýchodní části území, v provincii Jižní Kjongsang. Na území o rozloze 463 km² zde žije přibližně 512 000 obyvatel (údaj z roku 2012). Podnebí města je mírné díky jižní poloze na pobřeží. Průměrná roční teplota je 15 °C a průměrný úhrn srážek 1200 mm. Daří se tu květinám a město má květinářský průmysl. Město má také fotbalový klub a je zde mezinárodní letiště Kimhe.

## Administrativní rozdělení
Kimhä je rozděleno na 1 město nazývané "up" (읍), 7 obcí "mjon" (면) a 9 obvodů "tong" (동).
- Činjong-up (진영읍)
- Čangju-mjon (장유면)
- Činrje-mjon (진례면)
- Čučchon-mjon (주촌면)
- Hanrim-mjon (한림면)
- Sangdong-mjon (상동면)
- Šangri-mjon (생림면)
- Tädong-mjon (대동면)
- Čchirsansobu-tong (칠산 서부동)
- Hoihjon-tong (회현동)
- Hwarčchon-tong (활천 동)
- Naoi-tong (내외동)
- Pugbu-tong (북부동)
- Puram-tong (불암동)
- Puwon-tong (부원동)
- Saman-tong (삼 안동)
- Tongsang-tong (동상동)

## Rodiště
- Mu-hjon No, bývalý prezident Jižní Koreje

## Partnerská města
- Ajódhja, Indie
- Munakata, Japonsko
- Namhe, Jižní Korea
- Salem, Spojené státy americké
- Wu-si, Čína